# Талліхтенберг
Талліхтенберг (нім. Thallichtenberg) — громада в Німеччині, розташована в землі Рейнланд-Пфальц. Входить до складу району Кузель. Складова частина об'єднання громад Кузель.
Площа — 5,72 км2. Населення становить 535 ос. (станом на 31 грудня 2020).